# 기간테스

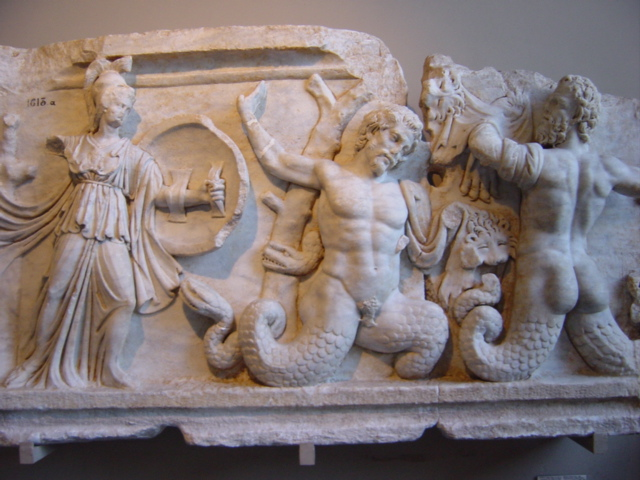
기간토마키아

기간테스(그리스어: Γίγαντες)는 그리스 신화에 나오는 거인족으로 ‘대지의 여신’ 가이아의 자식들이다. 크로노스가 아버지 우라노스를 거세하고 패권을 잡을 때 거세된 우라노스의 성기에서 떨어진 피가 대지에 떨어져 이 거인족이 태어났다고 한다. 단수형으로는 기가스라고 한다.

## 기간토마키아
크로노스는 자신이 우라노스를 폐하고 권력을 잡자 형제괴물인 헤카톤케이레스, 퀴클롭스를 다시 타르타로스로 감금해 버렸고, 새로이 우라노스의 피를 받아 태어난 기간테스도 지하세계에 가두어 버렸다. 나중에 크로노스와 다른 티탄들은 크로노스의 막내아들 제우스와 그 형제들과 10년간의 거대한 전쟁을 벌이는데, 이때는 크로노스가 패하여 지하세계에 감금되었다.
티탄들의 어머니인 가이아는 올림포스 신들이 티탄들을 지하에 가둔 것에 불만을 품고 기간테스를 부추겨 제우스에게 맞서게 했다. 기간테스는 알퀴오네우스의 지도 아래 올림포스 신들과 싸움을 벌였는데, 이 싸움을 기간토마키아라고 부른다. 제우스와 올림포스 신들은 거대한 기간테스와 힘겨운 일전을 펼쳤는데, 헤라클레스가 있어야 이 전쟁을 끝낼 수 있다는 예언을 받아 헤라클레스를 소환하여 기간테스와 싸우게 했다. 헤라클레스는 알퀴오네우스를 비롯한 다른 기간테스를 죽였고, 전쟁은 올림포스 신들의 승리로 끝났다.
기간테스는 하반신은 뱀의 형상이고 거대한 거인의 상반신을 한 모습이라고 한다. 일설에는 기간테스는 그들이 태어난 땅에서는 불사의 몸이기 때문에 땅에서는 부상만 당하고 죽지 않았는데, 헤라클레스가 그들을 하늘로 들어올려서 죽였다고 한다.
이름이 알려진 기간테스는 다음과 같다.
그라티온(Gration)

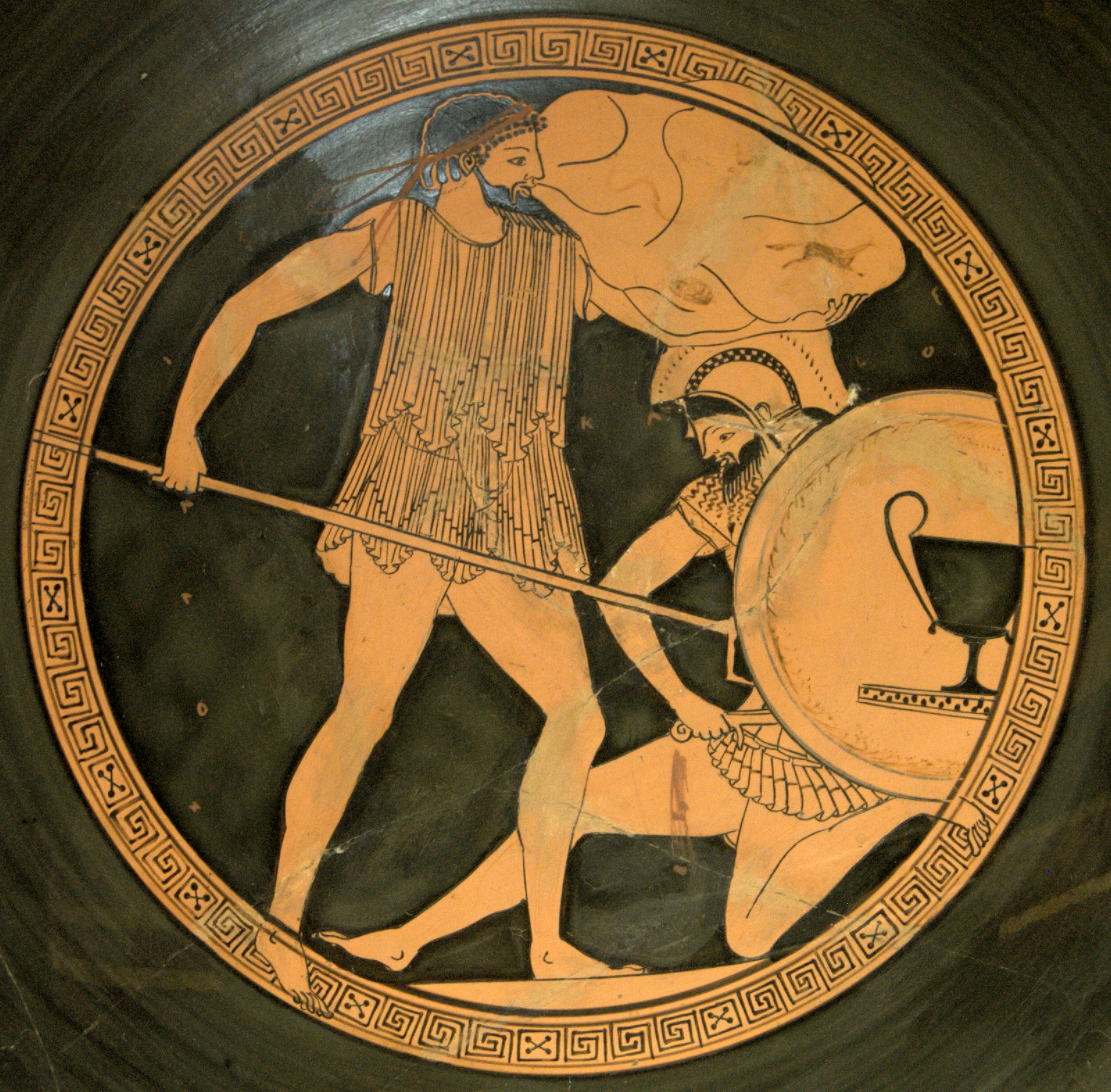
포세이돈과 기가스.

기간테스의 하나. 신들에게 반란을 일으켰다가 아르테미스의 화살에 죽었다.
미마스(Mimas)
기간테스중 하나. 신들에게 반란을 일으켰다가 헤파이스토스가 던진 끓는 용광로에 깔려 베수비오 산 밑에 깔리게 되었다.
아그리오스(Agrios/Agrius)
기간테스의 하나. 신들에게 반란을 일으켰다가 모이라이의 청동봉을 맞고 쓰러졌다가 헤라클레스의 독화살에 죽었다.
아다마스토르(Adamastor)
기간테스의 하나. 신들과의 전쟁에서 산을 내던지며 공격하다가 신들이 내던진 산에 깔려 죽었다.
알로아다이(Aloadae)
오토스와 에피알테스 형제. 포세이돈과 이피메데이아의 아들들. 기간테스의 하나.
오사 산을 쌓아올려 하늘 높이 올라가 신들에게 반란을 일으켰다. 이 와중에 아레스는 포로가 되어 청동통 속에 갇혔다가 13개월이 지나 아사 직전에 헤르메스에게 구조되었다. 이들 형제는 제우스에게 죽음을 당했다.
일설에 따르면 아르테미스의 꾀에 넘어가 서로가 서로를 죽였다고 한다. 이에 따르면 알로아다이는 신의 손에 의해서도 인간의 손에 의해서도 죽지 않을 운명이라는 신탁이 있었다. 아폴론은 이들이 서로의 손에 의해 죽을 운명이라는 것을 알았다. 그는 사실을 아르테미스에게 알려주었다. 이르테미스는 알로아다이를 유혹하여 서로가 서로에게 창을 던지도록 만들어 죽였다.
알키오네오스(Alcyoneus/Alcyoneos)
기간테스의 대장. 하데스의 반대신(anti-Hades)이다. 신들에게 반란을 일으키다가 헤라클레스에게 독화살을 맞았다. 거주지 안에서는 불사신이었기 때문에 거주지 밖으로 끌려나가 죽임을 당했다.
에우리메돈(Eurymedon)
기간테스의 왕. 트라키아의 펠레네에서 신들에 대한 전쟁을 개시했다. 제우스에게 죽임을 당했다.
에우리토스(Eurytos/Eurytus)
기간테스의 하나. 신들에게 반란을 일으켰다가 디오니소스의 지팡이에 맞아 죽었다.
에피알테스(Ephialtes)
알로아다이 형제중 하나. 그의 죽음에는 두 가지 설이 있다. 하나는 아폴론이 쏜 화살에 오른쪽 눈을, 헤라클레스가 쏜 화살에 왼쪽 눈을 맞아 죽었다는 설이고, 다른 하나는 제우스에게 죽었다는 설이다.
엥켈라도스(Encelados)
기간테스중 하나. 그는 신과의 전쟁에서 이기면 아테나를 아내로 삼겠다고 큰소리쳤다. 그러나 아테나 여신에게 쫓겨 시칠리아까지 도망갔다. 아테나는 에트나 산을 떼어 그를 묻어버렸다. 그러나 엥켈라도스는 죽지 않고 지금까지도 산 아래에서 불붙은 숨을 토해 내고 있다.
오토스(Otos/Otus)
알로아다이 형제중 하나. 제우스에게 죽임을 당했다.
클리티오스(Clytios/Clytius)
기간테스의 하나. 신들에게 반란을 일으켰다가 헤카테의 지옥의 횃불에 타죽었다. 일설에는 헤파이스토스에게 죽었다고 한다.
토아스(Thoas)
기간테스의 하나. 신들에게 반란을 일으켰다가 모이라이의 청동봉을 맞고 쓰러졌다가 헤라클레스의 독화살에 죽었다.
팔라스(Pallas)
가장 무섭고 힘이 센 기간테스. 아테나 여신에게 죽음을 당한 후 그 가죽이 벗겨졌다. 아테나는 그 가죽을 제우스의 방패 아이기스에 부착하였다. 팔라스는 날개가 나 있었는데, 아테나가 그 날개를 자신의 발에 붙였다.
펠로레오스(Peloreos/Peloreus)
기간테스의 하나. 신들에게 반란을 일으켰다가 아레스의 칼에 맞아 죽었다.
포르피리온(Porphyrion)
기간테스중 하나. 신들에게 반란을 일으키고 헤라를 겁탈하려고 했다. 제우스의 벼락과 헤라클레스의 독화살에 맞아 죽었다.
폴리보테스(Polybotes)
기간테스의 하나. 포세이돈의 반대신(anti-Poseidon)이다. 신들에게 반란을 일으켰다가 포세이돈이 코스 섬에서 떼어 내던진 바위에 깔려 죽었다. 그 때 내던져진 바위가 니시로스(Nisyros) 섬이 되었다. 니시로스 사람들은 폴리보테스를 니시레오스(Nisyreos)라는 존칭을 부르며 숭배했다.
히폴리토스(Hippolytos/Hippolytus)
기간테스의 하나. 신들에게 반란을 일으켰다가 헤르메스에게 살해당했다.
전쟁에서 패한 기간테스는 지하에 묻혔는데 남부 이탈리아의 화산들 밑에 감금되었다고 하며, 고대인들은 화산 활동은 기간테스가 화를 내는 것이라 믿었다.

## 같이 보기
- 티타노마키아